# بي جي إم-109 توماهوك
البي جي أم-109 توماهوك لاند أتاك سيستم (بالإنجليزية: BGM-109 Tomahawk Land Attack System، TLAM) صاروخ جوال أمريكي إستراتيجي وتكتيكي بعيد المدى يستخدم لضرب أهداف برية. يطلق التوماهوك -صاروخ الهجوم البري- من السفن والغواصات، وتم استخدامه في معظم حروب ومواجهات الولايات المتحدة العسكرية مؤخرا. إن إمكانية الصاروخ لتعايش عالية، حيث حجمه الصغير وإمكانية الطيران بارتفاع منخفض يجعل من الصعب اكتشافه. يصنع الصاروخ حاليا من قبل ريثيون وتم تطويره على عدة كتل ويوجد هناك عدد من الفئات المختلفة له، ويتراوح سعر الصاروخ الواحد بين 600 ألف و2.1 مليون دولار.

## التطوير
في عام 1971 بدأت بحرية الولايات المتحدة مشروع لدراسة تطوير صاروخ جوال إستراتيجي يمكن إطلاقه من الغواصات. وفي عام 1972 تم القرار على تطوير صاروخ من الممكن إطلاقه من أنبوب طوربيد بدلا من تطوير صاروخ كبير يطلق من أنابيب قذف يو جي إم-27 بولاريس، وتم طرح المشروع في نوفمبر لمصنعي الأسلحة تحت اسم (الإنجليزية: Submarine-Launched Cruise Missile SLCM، سبمارين لونشد كروز ميسيل أي صاروخ جوال يطلق من غواصة). وفي يناير من عام 1974 تم اختيار أفضل تصميمان، إحداهن من شركة جنرل داينمكس والثانية من شركة أل تي في، للمنافسة على عقد تطوير الصاروخ.

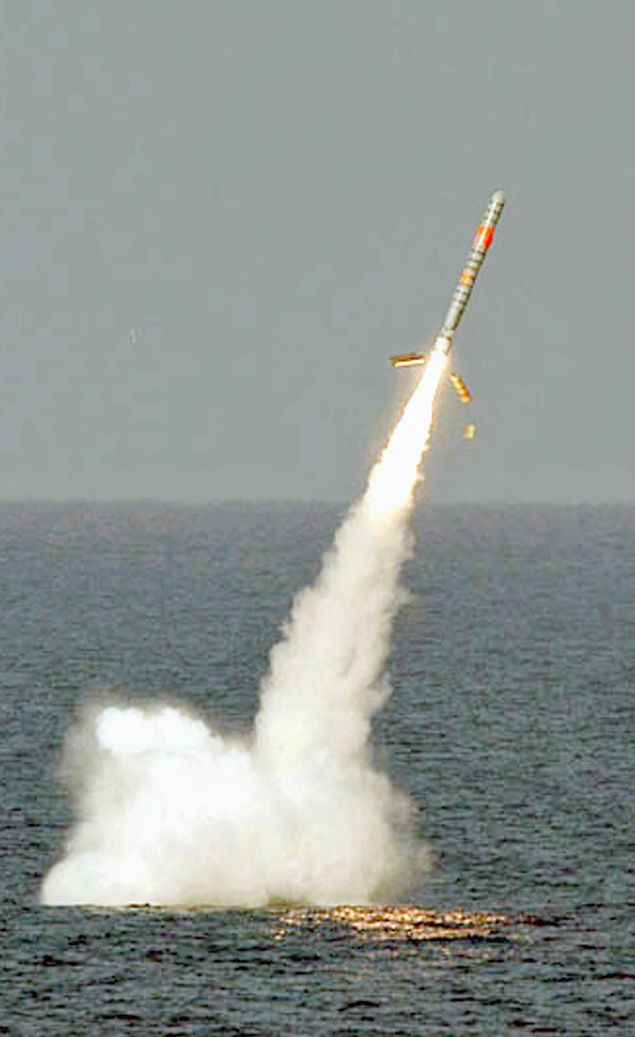
صاروخ بي جي أم-109 توماهوك يطلق من غواصة أثناء غوصها.

بعد عدة رحلات اختبارية للنموذجان والتي تضمنت اختبار في انتقال الصاروخ من تحت سطح الماء إلى الجو بعد الإطلاق من غواصة، تم اختيار نموذج جنرل داينمكس في فبراير من عام 1976 كالتصميم الأفضل، وتم إطلاق بي جي أم-109 عليه. في ذلك الوقت أخذ القرار بأن يتم إطلاق الصاروخ من السفن أيضا فتغير اسم الصاروخ إلى صاروخ جوال يطلق من البحر. تم اختبار الصاروخ في الطيران في الأعوام التالية وأيضا تم اختبار نظام مطابقة كفاف التضاريس للتوجيه.
في عام 1977 تم إنشاء مشروع صاروخ جوال موحد من قبل إدارة كارتر، والذي أراد من البحرية والقوات الجوية أن يقومان بالعمل على تطوير صواريخهم الجوالة باستخدام تقنيات مشابهة. كانت القوات الجوية آنذاك تطور صاروخ جوال يطلق من الجو يعرف باسم إيه جي إم-86. استطاع المشروع أن يظهر بمحرك صاروخ جوال واحد (مروحة توربينية وليمز أف 107 من الأي جي أم-86) ونظام مطابقة كفاف التضاريس (من التوماهوك) للاستخدام من قبل الصاروخين. تم اختبار نوع صاروخ توماهوك يطلق من الجو، ولكن تم اختيار الإيه جي إم-86 من قبل سلاح الجو وتوقف تطوير هذه الفئة من التوماهوك.
تم إطلاق أول توماهوك صنع على خط الإنتاج من سفينة حربية في مارس من عام 1980. وفي يونيو من العام نفسة تم إطلاق أول صاروخ توماهوك صنع أيضا على خط الإنتاج من غواصة. تم العمل على التقييم العملي للصاروخ في الأعوام التي تلت، وفي مارس من عام 1983 دخل التوماهوك الخدمة في البحرية الأمريكية.
في البداية تم تصميم أربع فئات للصاروخ، فئاتان برأس حربي نووي إحداهن يطلق من السطح والثانية من غواصة، وفئتان برأس حربي تقليدي مضاد للسفن وأيضا إحداهن يطلق من السطح والثانية من غواصة. تم تصميم وتطوير عدة فئات للصاروخ للبحرية الأمريكية وأيضا قواتها الجوية، ولكن نم قبول بعض فئات الصواروخ للخدمة والبعض الآخر لم يقبل.

## التصميم

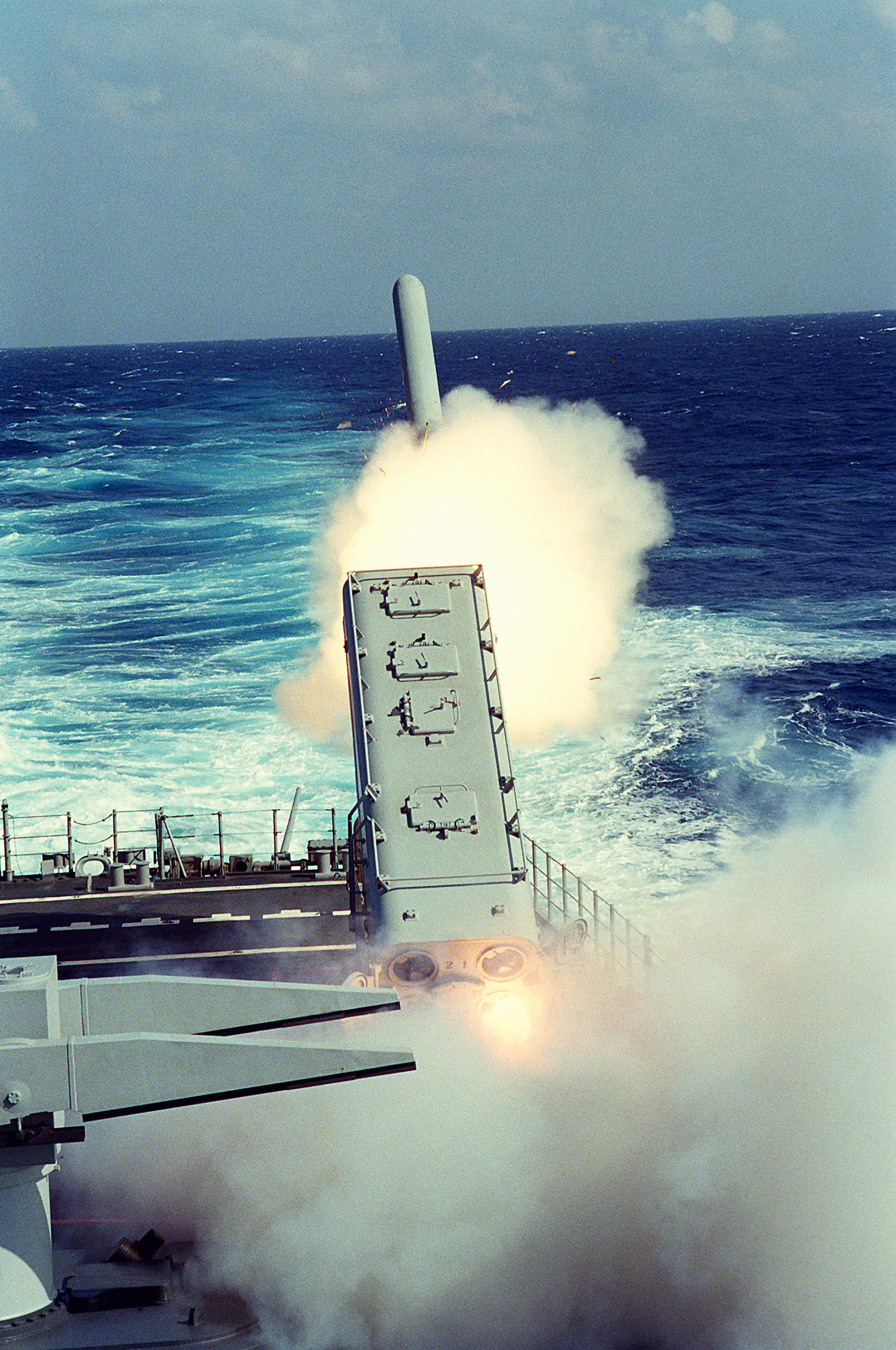
إطلاق صاروخ توماهوك من صندوق إطلاق مدرع أثناء حرب الخليج.

### الإطلاق
الصواريخ مصممة لكي تطلق من صناديق إطلاق مدرعة (Mk 143)، أو أنظمة إطلاق عامودية (Mk 41 VLS)، أو أنظمة إطلاق بكبسولة، أو قد تطلق من منصات إطلاق برية متحركة (الفئة جي فقط التابعة لسلاح الجو).
عند إطلاق الصاروخ من غواصة والذي قد يتم من أنابيب الطوربيد أو من أنابيب إطلاق عامودية عن طريق أنظمة إطلاق بكبسولة. يكون الصاروخ قبل الإطلاق مطوق بداخل اسطوانة، وعند خروج الصاروخ من انبوب الإطلاق تقذف الاسطوانة ويعمل المعزز على دفع الصاروخ إلى السطح. وعندما يصل الصاروخ إلى وضع الطيران تقذف بعض الأغطية الحامية ويكمل الصاروخ الطيران كالمعتاد.
وتستخدم الصواريخ معزز صاروخي ذات الوقود الصلب للمساعدة أثناء الإطلاق. وعند خروجه من القاذف تمتد أربعة زعانف من مؤخرت الجسم، ومن ثم يتبعهن جناحين في وسط الجسم والذي يبلغ باعهم 2.67 متر. عندما تتم هذه المراحل يمتد مسرب هواء للمحرك ذات المروحة التوربينية من نوع أف107-دبليو آر-400\402 من وليمز إنترناشيونال، ويتم إلقاء المعزز بعد ذلك ويبدأ المحرك بالعمل لدفع الصاروخ.

### التوجيه
للصاروخ أنظمة ذاتية للتوجيه، حيث أن معلومات الهدف يتم إدخالها قبل إطلاق الصاروخ، في الفئات الأولى تم استخدام نظام مطابقة كفاف التضاريس للملاحة باستخدام جهاز من ماكدونل دوغلاس من نوع «أي أن\دي پي دبليو-23» (AN/DPW-23)، عند استخدام هذا النظام يتم الحصول على معلومات ارتفاع الصاروخ بواسطة مقياس ارتفاع راداري، ومن ثم يتم مقارنته بخارطة رادارية مبرمجة لكي يتبع الصاروخ مسار طيران مفصل، هذا النظام قد يتكون من عدة نقاط على ارتفاعات مختلفة لكي يتفادى الصاروخ الدفاعات الصاروخية والوصول إلى الهدف، يبلغ دقة هذا النظام 80 متر وهذه الدقة جيدة للرؤس الحربية النووية، بالإضافة إلى هذا النظام يستخدم نظام الملاحة بالقصور الذاتي لكي يبقى الصاروخ على مساره.
تم إضافة نظام مطابقة مشهد رقمي بمنطقة الارتباط في الفئة «سي» لزيادة دقته في الآونة الأخيرة قبل إصابة الهدف، حيث أنه يستخدم رأس حربي تقليدي لإصابة أهداف برية من ما يحتاج إلى دقة أعلى. ويعمل النظام بالتقاط صورة للتضاريس ومقارنتها بصورة محملة في الحاسوب الداخلي للصاروخ، من ما يزيد دقة الصاروخ إلى 10 متر. ويستخدم نظام «أي أن\دي أكس كيو-1» (AN/DXQ-1) لأخذ الصور وهو جهاز إستشعار كهربائي-بصري، تم إضافة نظام التموضع العالمي في الكتلة الثالثة لزيادة دقة نظام مطابقة كفاف التضاريس، وطور جهاز الإستشعار الكهربائي-البصري لكي يأخذ صور أعرض وأيضا عدد أكثر من الصور في اللحظات الأخيرة قبل إصابة الهدف، تم أيضا تطوير الصاروخ لكي يمكن إعادة برمجة الصاروخ أثناء الطيران لمهاجمة إحدى الأهداف الأخرى المبرمجة.
كانت أول نماذج الفئة «سي» تعمل بالاصطدام في جانب الهدف عند الهجوم، ولكن تم تطوير أنظمتها لكي تستطيع القيام بهجمتين آخرتين، إحداهن أن يرتفع الصاروخ في اللحظات الأخيرة والهجوم من الأعلى، والهجوم الآخر يسمح لصاروخ أن ينفجر أو يلقي قذائفه أثناء مروره فوق الهدف وهذا فعال ضد الأهداف المخبأة خلف الدروع الأرضية.
صواريخ (التوماهوك) المصممة لمهاجمة السفن لا تستطيع استخدام الأنظمة التي تستخدمها الفئات الأخرى وذلك لعدم وجود التضاريس على سطح الماء، لذا يطلق الصاروخ في اتجاه الهدف التقريبي وتستخدم أنظمة توجيه بالقصور الذاتي حتى الاقتراب منه، عند إذ يبدأ نظام الملاحة الراداري شبيه للذي يستخدم في الصاروخ المضاد للسفن الهاربون بالعمل، والرادار هو من النوع «أي أن\دي أس كيو-28» (AN/DSQ-28) ذات التوجيه النشط، يطير الصاروخ بأسلوب متعرج للبحث عن الهدف، مستخدماً كل من الرادار النشط وأيضاً التقاط انبعاثات الهدف الرادارية، عند القفل على الهدف يتوجه الصاروخ نحوه بملاصقة سطح البحر، قد يقوم الصاروخ بالارتفاع لمدة بسيطة لكي يحصل على قفل أفضل على الهدف أو لتغير اتجاه الطيران لمهاجمة الهدف من اتجاه مختلف.

### المحرك

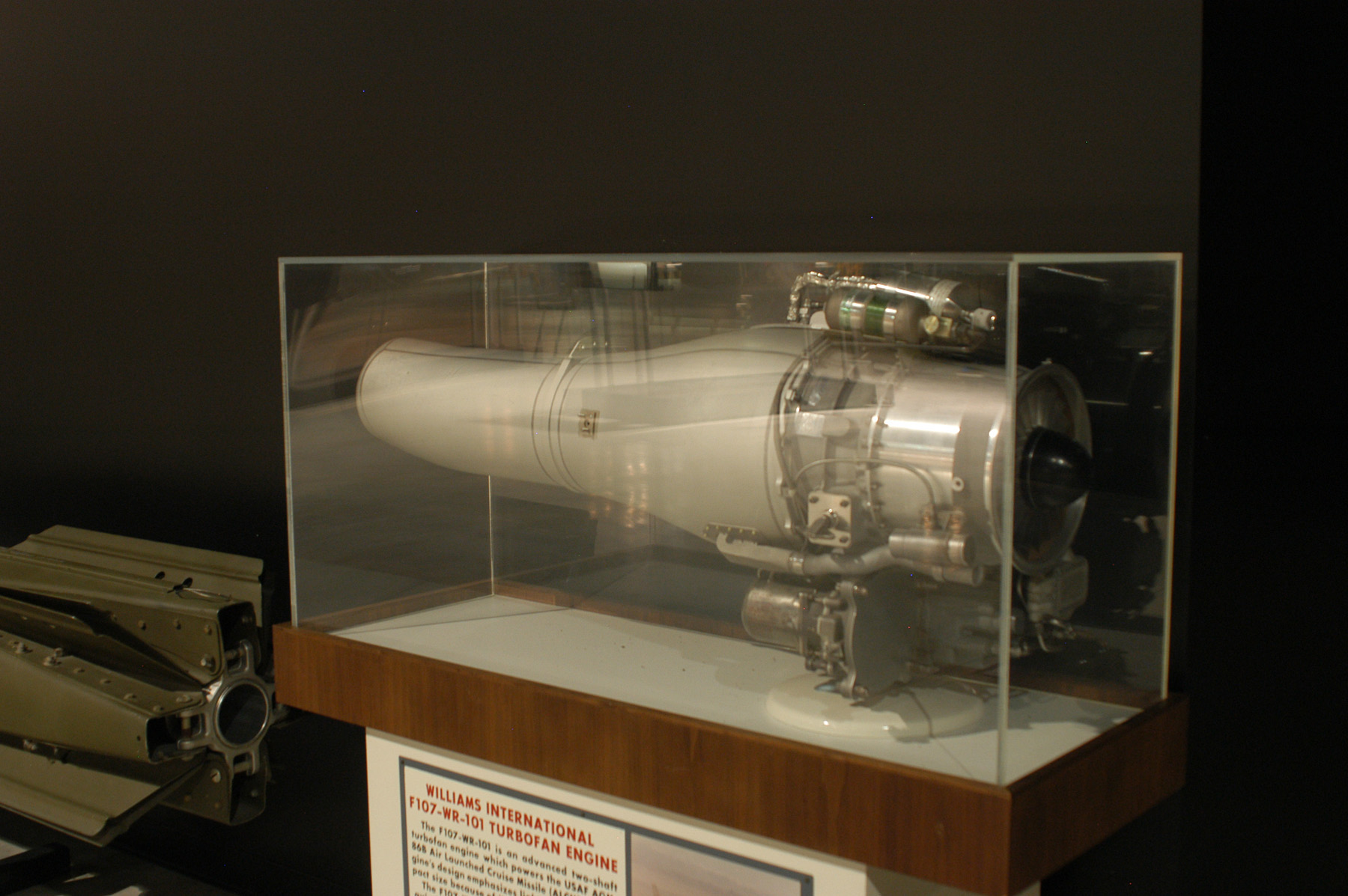
تم استخدام محرك وليمز أف107 في بعض فئات التوماهوك.

أستخدم محرك ذات المروحة التوربينية من النوع وليمز أف107 من وليمز إنترناشيونال في الفئات الأولى حتى فئات دي من الصاروخ التوماهوك. وهناك فئتان من الدبليو آر-400 والدبليو آر-402. أستخدم الأول في الفئتان أي، وبي، وجي من التوماهوك، وكان قوة دفع المحرك 2.7 كيلونيوتن. أما الفئة الثانية فتم استخدامها في الفئة سي ودي، وكان دفع المحرك أعلى حيث يصل إلى 3.1 كيلونيوتن. يستخدم المحرك وقود تي أيتش-ديمر.
في الفئتان إي وأيتش (الثاني) تم استخدام محرك آخر ذات المروحة التوربينية أيضا من إنتاج وليمز إنترناشيونال، وهو الوليمز أف415.
قبل بدأ المحرك يتم قذف الصاروخ بواسطة معزز صاروخي ذات الوقود الصلب الذي يعمل ل12 ثانية. من بعد يتم إلقائه يبدأ المحرك في دفع الصاروخ كما يعمل محرك في دفع طائرة في الطيران.

## الفئات

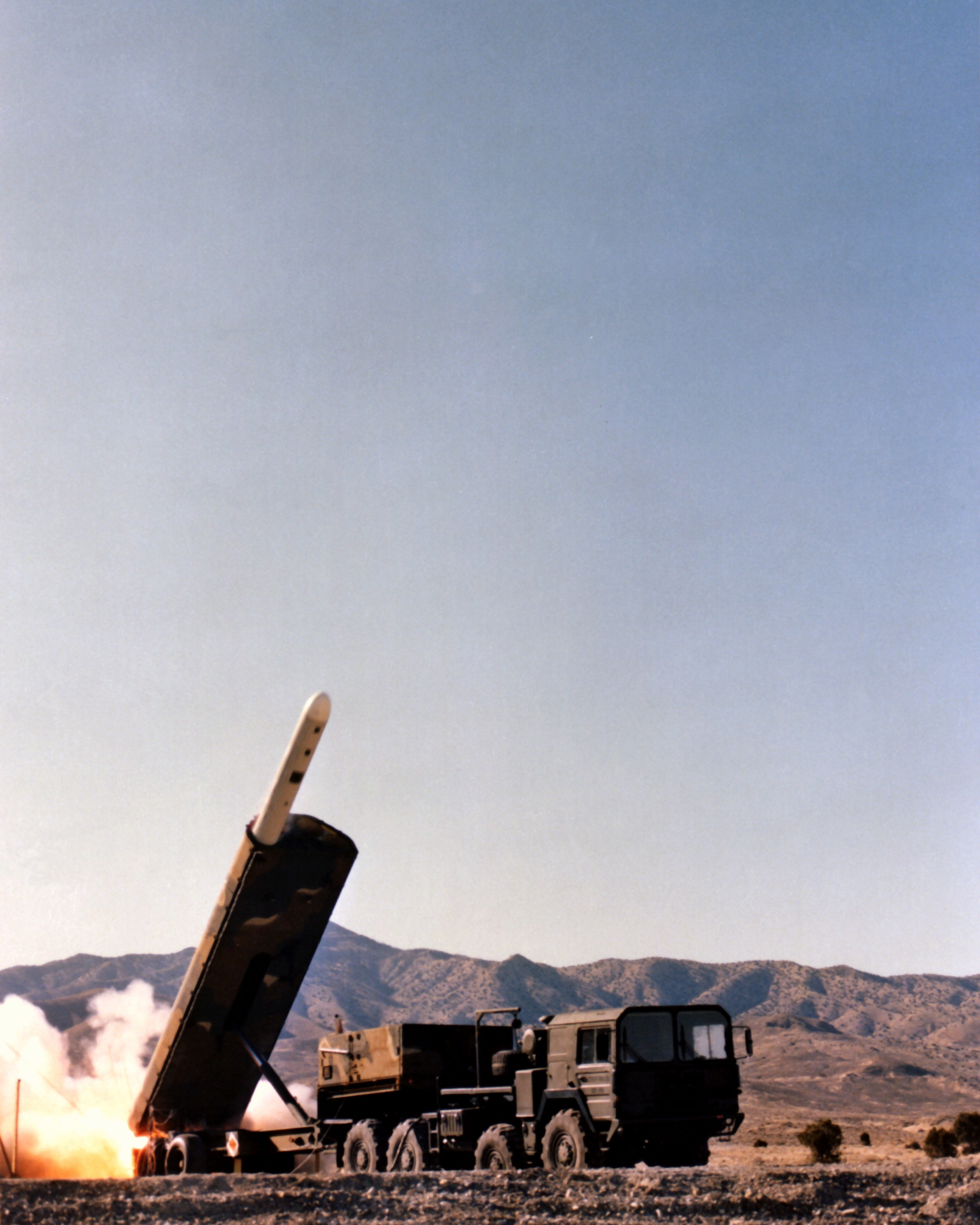
إطلاق البي جي أم-109جي من منصة الإطلاق المتحرك.

تم تصميم وإنتاج العديد من الفئات للصاروخ التوماهوك منذ أن بدأ البرنامج في الثمانينات من القرن السابق. تم تصميم هذه الفئات من ضمن عدة كتل، ولقبت كل فئه بحرف بعد الرقم 109 لكي يعرف نوعه. في بداية التطوير تم تلقيب الصواريخ ببي جي أم-109  أي-1 أو أي-2 وذلك للتفرقة بين الصاروخ الذي يطلق من السطح والذي يطلق من الغواصات، ولكن تم تغير اللقب إلى آر جي أم-109أي للصواريخ التي تطلق من السطح ويو جي أم-109أي للذي يطلق من الغواصات. ولا توجد هناك أي فوارق بين الصواريخ التي تطلق من السطح أو التي تطلق من تحت سطح البحار غير عند الإطلاق، حيث أن اليو جي أم-109 يطلق بأغطية واقية حتى خروجها من الماء، وثم يتم إلقائهن.
الفئات:
- بي جي أم-109أي (A) - يحمل الرأس الحربي النووي دبليو80 - تم سحبه من الخدمة.
- بي جي أم\آر جي أم (B) - مضاد للسفن موجه بالرادار.
- بي جي أم-109سي (C) - يحمل رأس حربي تقليدي واحد.
- بي جي أم-109دي (D) - يحمل 166 قنيبلة بي أل يو-97\بي.
- آر جي أم\يو جي أم-109إي (E) - فئه مطورة للفئة «سي».
- بي جي أم-109إي\أف (E\F) - الإي فئه مطورة لل«بي» والأف كان مضاد للمدرجات - لم يتم تطويرهم وتم استخدام اللقب «إي» في فئه أخرى.
- بي جي أم-109جي (G) - صاروخ يطلق من منصات أرضية يحمل رأس حربي نووي نوع دبليو84.
- أي جي أم-109أيتش\كاي (H/K) - فئه بمدى أقل ومحرك توربين نفاث - لم يدخل الخدمة.
- أي جي أم-109أل (L) - صاروخ جو-أرض شبيه للفئتان «أيتش» و«كاي» - لم يدخل الخدمة.

### مقارنة الفئات
هذا جدول بموصفات فئات البي جي أم-109 المختلفة:
|              | بي جي أم-109أي (A)                                          | بي جي أم\آر جي أم-109بي (B)                                 | بي جي أم-109سي (C)                                                             | بي جي أم-109دي (D)                                                             | آر جي أم\يو جي أم-109إي (E) التكتيكي                                           | بي جي أم-109جي (G)                                          | آر جي أم\يو جي أم-109أيتش (H) حديث                                             | أي جي أم-109أيتش\كاي (H وK) لم يطور                                                 | أي جي أم-109أل (L)                                                                  |
| ------------ | ----------------------------------------------------------- | ----------------------------------------------------------- | ------------------------------------------------------------------------------ | ------------------------------------------------------------------------------ | ------------------------------------------------------------------------------ | ----------------------------------------------------------- | ------------------------------------------------------------------------------ | ----------------------------------------------------------------------------------- | ----------------------------------------------------------------------------------- |
| الطول        | 5.56 م 6.25 م بالمعزز                                       | 5.56 م 6.25 م بالمعزز                                       | 5.56 م 6.25 م بالمعزز                                                          | 5.56 م 6.25 م بالمعزز                                                          | 5.56 م 6.25 م بالمعزز                                                          | 5.56 م 6.25 م بالمعزز                                       | 5.56 م 6.25 م بالمعزز                                                          | 5.56 م                                                                              | 4.88 م                                                                              |
| باع الجناح   | 2.62 م                                                      | 2.62 م                                                      | 2.62 م                                                                         | 2.62 م                                                                         | 2.62 م                                                                         | 2.62 م                                                      | 2.62 م                                                                         | 2.62 م                                                                              | لا توجد معلومات                                                                     |
| القطر        | 53.1 سم                                                     | 53.1 سم                                                     | 53.1 سم                                                                        | 53.1 سم                                                                        | 53.1 سم                                                                        | 53.1 سم                                                     | 53.1 سم                                                                        | 53.1 سم                                                                             | 53.1 سم                                                                             |
| الوزن        | 1180 كغ 1450 كغ بالمعزز                                     | 1180 كغ 1450 كغ بالمعزز                                     | 1130 كغ 1590 كغ بالمعزز                                                        | 1220 كغ 1490 كغ بالمعزز                                                        | لا توجد معلومات                                                                | 1200 كغ 1470 كغ بالمعزز                                     | 1200 كغ                                                                        | 1200 كغ                                                                             | 1000 كغ                                                                             |
| السرعة       | 880 كم\س                                                    | 880 كم\س                                                    | 880 كم\س                                                                       | 880 كم\س                                                                       | 880 كم\س                                                                       | 880 كم\س                                                    | 880 كم\س                                                                       | 880 كم\س                                                                            | 880 كم\س                                                                            |
| المدى        | 2500 كم (1350 م ب)                                          | 460 كم (250 م ب)                                            | 1250 كم (675 م ب) الكتلة الثالثة: 1600كم (870 م ب)                             | 870 كم (470 م ب)                                                               | 1600 كم (1000 م ب)                                                             | 2500 كم (1350 م ب)                                          | لا توجد معلومات                                                                | 2500 كم (1350 م ب)                                                                  | 2500 كم (1350 م ب)                                                                  |
| المحرك       | المروحة التوربينية أف107-دبليو آر-400 من وليمز إنترناشيونال | المروحة التوربينية أف107-دبليو آر-400 من وليمز إنترناشيونال | المروحة التوربينية أف107-دبليو آر-402 من وليمز إنترناشيونال                    | المروحة التوربينية أف107-دبليو آر-402 من وليمز إنترناشيونال                    | المروحة التوربينية أف415-دبليو آر-400 من وليمز إنترناشيونال                    | المروحة التوربينية أف107-دبليو آر-400 من وليمز إنترناشيونال | المروحة التوربينية أف415-دبليو آر-400 من وليمز إنترناشيونال                    | توربين نفاث جاي402-سي أي-401 من تلدين                                               | توربين نفاث جاي402-سي أي-401 من تلدين                                               |
| الرأس الحربي | دبليو80 نووي حراري (5- 200 كيلوطن)                          | 450 كغ، دبليو دي يو-25\بي انشطاري                           | 340 كغ، دبليو دي يو-36\بي انشطاري                                              | 166 قنيبلة بي أل يو-97\بي العنقودية                                            | لا توجد معلومات                                                                | دبليو84 نووي حراري (0.2 - 150 كيلوطن)                       | دبليو دي يو-43\بي خارق                                                         | أيتش: 28 قنبلة، بي أل يو-106\بي مضاد للمدرجات كاي: 450 كغ دبليو دي يو-25\بي انشطاري | 295 كغ، دبليو دي يو-7\بي انشطاري                                                    |
| التوجيه      | مطابقة كفاف التضاريس، والملاحة بالقصور الذاتي               | رادار أي أن\دي أس كيو-28                                    | مطابقة كفاف التضاريس، و نظام التموضع العالمي، مطابقة مشهد رقمي بمنطقة الارتباط | مطابقة كفاف التضاريس، و نظام التموضع العالمي، مطابقة مشهد رقمي بمنطقة الارتباط | مطابقة كفاف التضاريس، و نظام التموضع العالمي، مطابقة مشهد رقمي بمنطقة الارتباط | مطابقة كفاف التضاريس، والملاحة بالقصور الذاتي               | مطابقة كفاف التضاريس، ونظام التموضع العالمي، ومطابقة مشهد رقمي بمنطقة الارتباط | مطابقة كفاف التضاريس، ومطابقة مشهد رقمي بمنطقة الارتباط، وتوجيه بالأشعة تحت الحمراء | مطابقة كفاف التضاريس، ومطابقة مشهد رقمي بمنطقة الارتباط، وتوجيه بالأشعة تحت الحمراء |

مصادر: موقع دسيجنيشن سيستمز وموقع بحرية الولايات المتحدة

## التاريخ القتالي

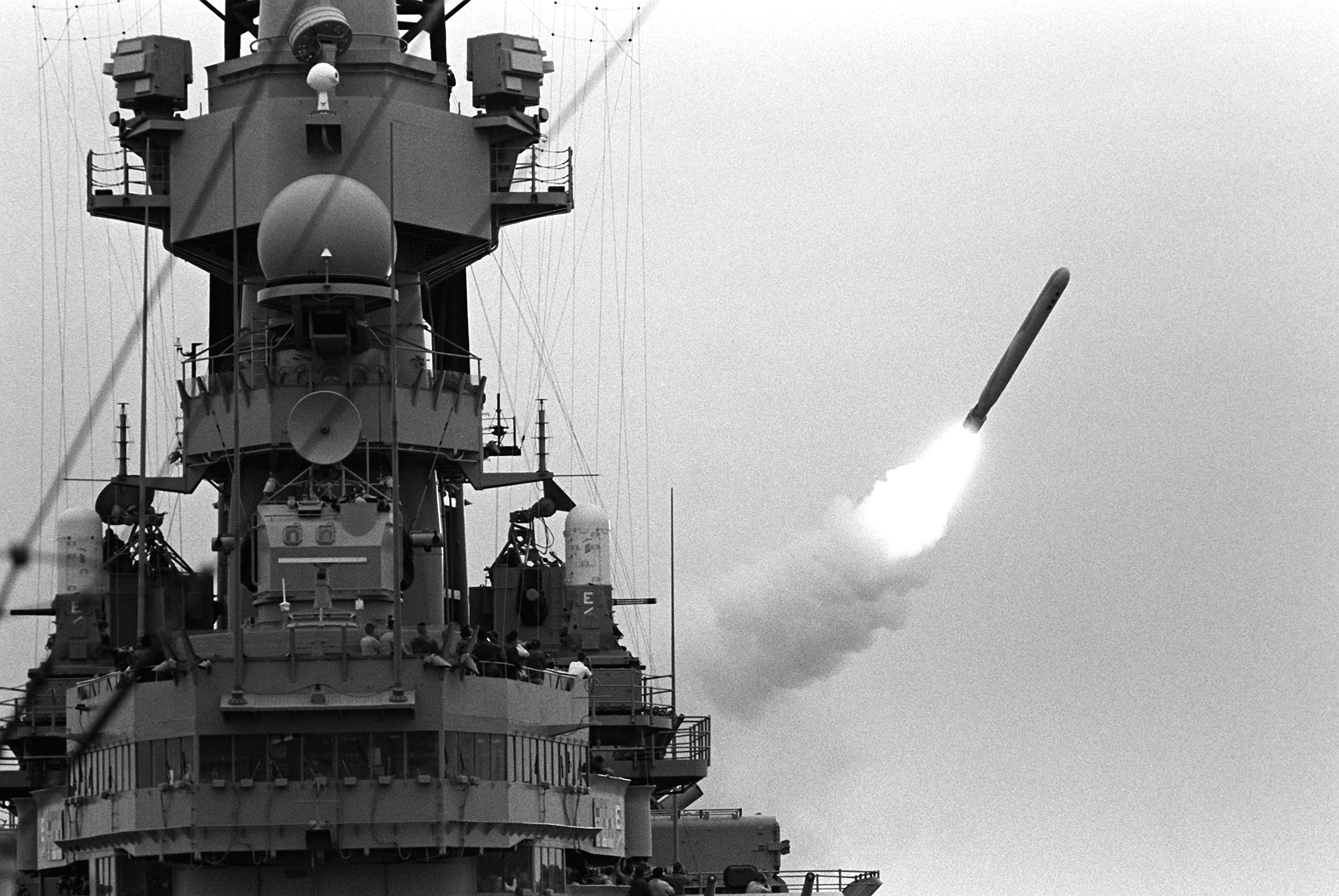
إطلاق صاروخ توماهوك أثناء حرب الخليج.

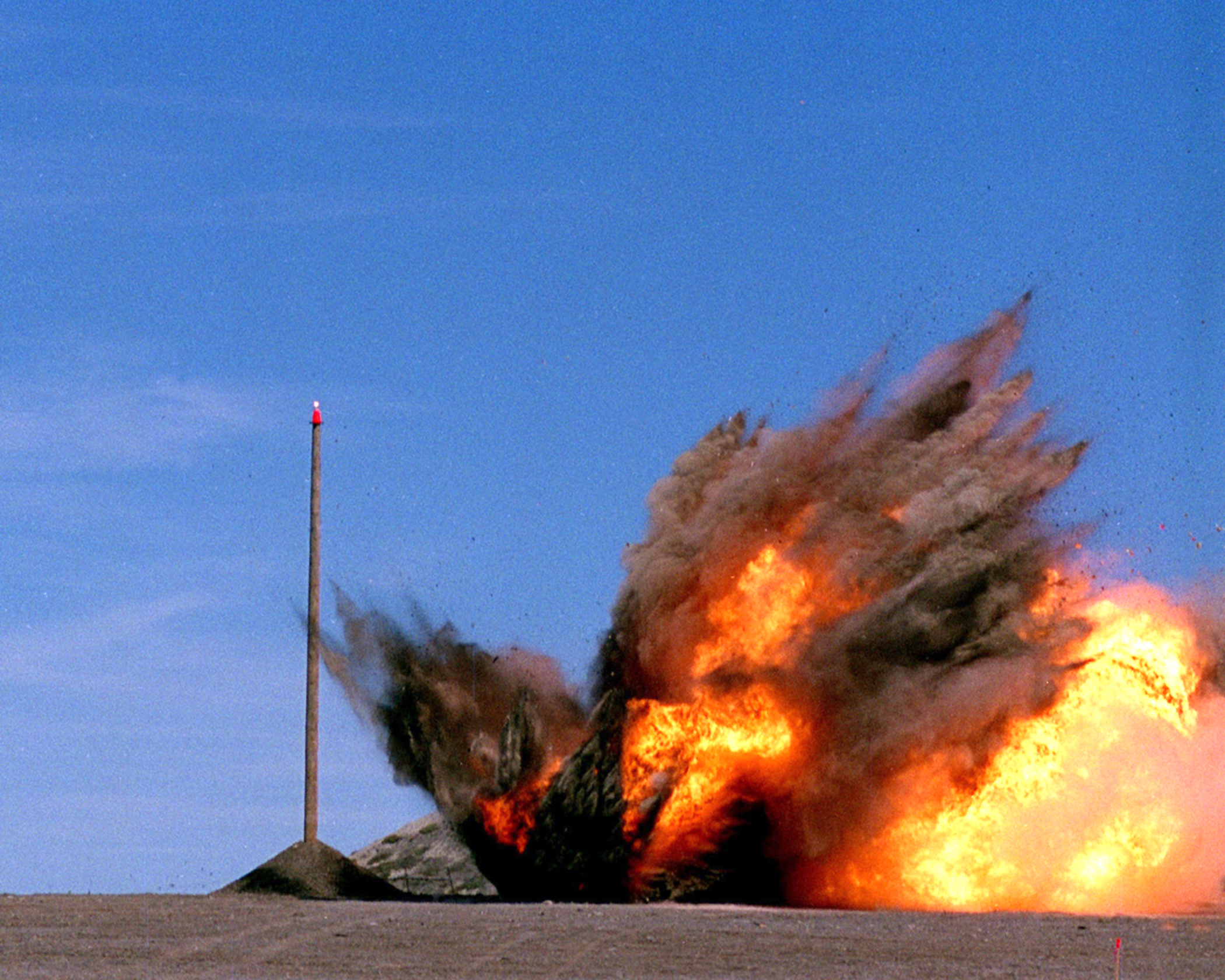
صاروخ توماهوك من الفئة "إي" عند إصابة الهدف.

استخدم الصاروخ عدة مرات منذ استخدامه لأول مرة في حرب الخليج، وتم إطلاق أكثر من 1,900 صاروخ. أثناء حرب الخليج كانت هناك 307 محاولة لإطلاق الصاروخ، ولكن تم إطلاق 288 لمشاكل في الإطلاق وفشلت ست صواريخ أخرى في الطيران لفشل المعزز، و242 صاروخ أصابت أهدافها.
أستخدم الصاروخ أيضا أثناء حرب كوسوفو والحرب في أفغانستان وحرب العراق وعملية فجر اوديسا.
و تم استخدام الصاروخ مؤخرا في الحرب على ليبيا أو ما يعرف بفجر الاوديسا في 19/03/2011 حيث تم إطلاق 112 صاروخ في اليوم الأول فقط على أهداف أرضية عسكرية كان الهدف منها هو شل الدفعات الجوية والرادارات لتمهيد فرض حظر الطيران الذي اقره مجلس الأمن الدولي تحت القرار رقم 1973 لحماية المدنيين من قوات الكتائب الأمنية التي كانت تهاجمهم من البحر والأرض والجو.
وفي يوم 7 أبريل 2017 استعمل الصاروخ لقصف مطار الشعيرات العسكري في محافظة حمص بسوريا، إذ قامت إحدى المدمرات الأمريكية العاملة في شرق البحر المتوسط بقصف المطار المذكور - التابع للنظام السوري - بـ59 صاروخًا رادًا على الهجوم الكيميائي على بلدة خان شيخون التي اتهم النظام السوري بتدبيره.

## المستخدمون
- الولايات المتحدة
  - بحرية الولايات المتحدة - تملك البحرية احتياط بأكثر من 3,500 صاروخ توماهوك، وتم استخدام أكثر من 1,900 في مواجهات عسكرية.
- المملكة المتحدة
  - البحرية الملكية - في عام 1995 وافقت الولايات المتحدة إلى بيع 60 صاروخ توماهوك إلى المملكة المتحدة للاستخدام على غواصاتها.
- إسبانيا
  - بحرية إسبانيا - في عام 2006 طلبت الحكومة الإسبانية من الولايات المتحدة ما بين 60-100 صاروخ توماهوك للاستخدام من على سفنها وغواصاتها.[8]